# Nolhaga
Nolhaga är ett park- och rekreationsområde i Alingsås, avgränsat av Nolhaga berg, Säveån och sjön Mjörn. I stort samma område var tidigare en herrgård med stora ägor runt om staden, tillkommen 1725 då Jonas Alströmer köpte Nolhaga och därefter förvärvade intilliggande hemman.

## Historia
Nolhagas skapare är Jonas Alströmer, som byggde ut den till herrgård och prydde den med trädgård och vackra planteringar. Växter från hela världen hämtades och odlades på Nolhaga genom Alströmers försorg. Nolhaga ansågs vara något av ett mönsterjordbruk och många besökte godset för studera verksamheten. 
Nolhaga blomstrade som mest under Jonas Alströmers tid och förde en sakta tynande tillvaro efter hans död. Detta förbyttes i förfall vid Alströmers söners frånfälle.
Järnvägsbyggaren Claes Adelsköld, som 1877 hade förvärvat egendomen Nolhaga, lät på grund av förfallet 1879–1880 uppföra en ny huvudbyggnad, en patriciervilla i italiensk nyrenässansstil, som ritats av arkitekten Adrian C. Peterson. Adelskölds villa kallas idag i folkmun Nolhaga slott. Dagens parkanläggning är i stort Adelskölds förtjänst, där bland annat ett omfattande dräneringsarbete utfördes.
Parken blev allmän när Alingsås stad 1921 förvärvade slottet och parken. Inom Nolhaga-området finns Nolhaga slott, slottspark, djurpark, Nolhaga berg med utsiktstorn och bokskog, kolonilotter, idrottshall, ishall, tennishall, tennisbanor, högstadieskola, discgolfbana, motionsspår, sankmarksområdet Kongo, Nolhagavikens naturreservat, Nolhaga bergs naturreservat och stadens reningsverk. Centralt i området står Nolhaga slott, idag nyrenoverat med restaurang och konferensvåning.
Under 1950-talet skapades djurparken.